# 王维俭
王维俭（1946年—），女，安徽合肥人（一作广西桂林人），中国体操运动员、教练员。曾任中国体操协会副主席，第四届全国人大代表。